# Чінгук

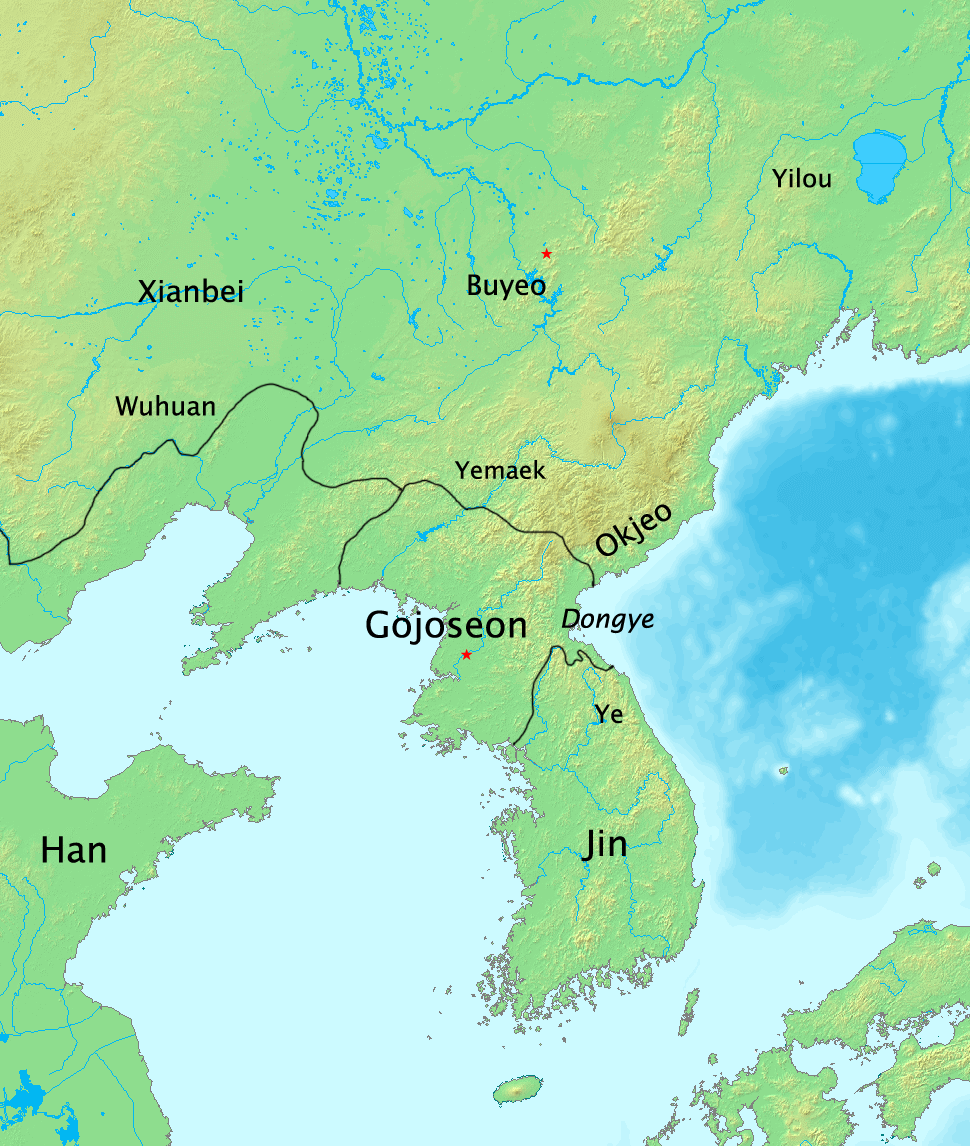
Чінгук у 108 році до н. е.

Чінгук чи Чін (кор. 진국) — протодержава чи союз корейських племен в залізну добу на півдні Корейського півострова, що існував протягом III і II століть до н. е..
Чінгук на півночі межував з королівством Кочосон. Столиця знаходилася в південній частині басейну річки Ханган.
Чінгук був попередником конфедерацій Самхан.
У південнокорейській історіографії Чінгук приділяють небагато уваги, називаючи його «державою», але дуже маленькою, що перебувала на території майбутньої протодержави Махан. Історики Північної Кореї приділяють Чінгуку набагато більше уваги. У КНДР вважають, що Чінгук був державою і утворився в IV ст. до н. е. У китайському творі IV—V ст. «Історія пізньої династії Хань» (Хоу хан шу) північнокорейські учені знаходять свідчення того, що Чінгук займало величезну
територію півдня Корейського півострова — територію, яку надалі займуть всі три протодержави Махан, Пьонхан і Чінхан.
Особливий інтерес північнокорейської історіографії до Чінгуку стає зрозумілим після ознайомлення з теорією зникнення цієї протодержави. Вона не загинула. Просто всі жителі Чінгуку мігрували на Японські острови, ставши етнокультурною основою для формування найдавнішої японської культури Яйой. Хоча у науковій японознавчій літературі не заперечується той факт, що «континентальна культура», тобто культура Китаю, прийшла до Японії через Корею і навіть «в корейській редакції». Проте північнокорейська теорія історії Чінгуку, занадто перебільшує роль Стародавньої Кореї, наполягаючи на тому, що не тільки в японській культурі, але і в японському етносі немає нічого, що спочатку не було б корейським.
Відповідно, після такого «природного» зникнення держави Чінгук
на її місці утворилися Три Хан.

## Історія
Вважається, що назва Чінгук з'явилася в китайських історичних джерелах у II ст. до н. е., тобто набагато пізніше, ніж Три Хан. Тому Чінгук визначається тільки як один з союзів племен або протодержава півдня Корейського півострова, досить сильна і тому відома серед сучасників.
Чінгук співіснував разом зі стародавнім Кочосоном і, можливо, мав з ним якісь стосунки. У Чінгук була своя столиця — місто Вольчжігук.
Про рівень розвитку Чінгуку точно судити важко через нестачу інформації. Для того, щоб протистояти тиску з боку Хань, у Чінгук була подоба центральної влади.
Відомо, що король Кочосону Чун відправився в Чін після того, як Віман захопив його трон. Цей напрямок міграції було типовим на Корейському півострові у той час, завдяки чому південна частина півострова знаходилася не в стороні від загального технологічного прогресу.
Є припущення, що китайські згадки про Кегук (Кемагук) відносяться до Чін. У літописах зауважується, що Когурьо захопило «Кемагук» в 26 н. е., проте, можливо, це було інше корейське плем'я.